# Laphria radicalis
Laphria radicalis là một loài ruồi trong họ Asilidae. Laphria radicalis được Walker miêu tả năm 1857. Loài này phân bố ở miền Ấn Độ - Mã Lai.